# ساروس خورشیدی ۱۱۸
ساروس ۱۱۸ دوره‌ای زمانی با چرخه‌ای حدود ۱۸ سال و ۱۱ روز و ۸ ساعت (تقریباً ۶۵۸۵ و یک سوم روز) است که شامل ۷۲ خورشیدگرفتگی می‌شود.

## رخدادها
| ساروس | عضو | تاریخ                      | زمان (بزرگ‌ترین) ساعت هماهنگ جهانی | نوع    | مکان طول و عرض جغرافیایی | گاما    | قدر    | گُستره (km) | مدت زمان (دقیقه: ثانیه) | منبع |
| ----- | --- | -------------------------- | --------------------------------- | ------ | ------------------------ | ------- | ------ | ---------- | ----------------------- | ---- |
| ۱۱۸   | ۱   | ۲۴ مه ۸۰۳                  | ۱۳:۳۵:۵۲                          | جزئی   | 68.1S 0.7W               | -1.5325 | 0.0122 |            |                         |      |
| ۱۱۸   | ۲   | ۳ ژوئن ۸۲۱                 | ۲۰:۴۵:۴۴                          | جزئی   | 67.1S 119.9W             | -1.4545 | 0.1561 |            |                         |      |
| ۱۱۸   | ۳   | ۱۵ ژوئن ۸۳۹                | ۳:۵۶:۲۴                           | جزئی   | 66.1S 121.2E             | -1.3758 | 0.3023 |            |                         |      |
| ۱۱۸   | ۴   | ۲۵ ژوئن ۸۵۷                | ۱۱:۰۸:۲۳                          | جزئی   | 65.1S 2.5E               | -1.2972 | 0.4494 |            |                         |      |
| ۱۱۸   | ۵   | ۶ ژوئیه ۸۷۵                | ۱۸:۲۴:۵۰                          | جزئی   | 64.2S 117W               | -1.221  | 0.5929 |            |                         |      |
| ۱۱۸   | ۶   | ۱۷ ژوئیه ۸۹۳               | ۱:۴۵:۱۸                           | جزئی   | 63.4S 122.8E             | -1.1469 | 0.7327 |            |                         |      |
| ۱۱۸   | ۷   | ۲۸ ژوئیه ۹۱۱               | ۹:۱۲:۲۳                           | جزئی   | 62.6S 1.2E               | -1.0774 | 0.864  |            |                         |      |
| ۱۱۸   | ۸   | ۷ اوت ۹۲۹                  | ۱۶:۴۵:۰۸                          | جزئی   | 62S 121.6W               | -1.0118 | 0.988  |            |                         |      |
| ۱۱۸   | ۹   | ۱۹ اوت ۹۴۷                 | ۰:۲۶:۵۳                           | کامل   | 51.3S 139.1E             | -۰٫۹۵۲۷ | ۱٫۰۳۵۷ | ۳۹۳        | ۲ دقیقه و ۲۹ ثانیه      |      |
| ۱۱۸   | ۱۰  | ۲۹ اوت ۹۶۵                 | ۸:۱۵:۵۱                           | کامل   | 47.1S 24.8E              | -۰٫۸۹۹  | ۱٫۰۳۷۷ | ۲۸۳        | ۲ دقیقه و ۴۱ ثانیه      |      |
| ۱۱۸   | ۱۱  | ۹ سپتامبر ۹۸۳              | ۱۶:۱۳:۱۷                          | کامل   | 45.7S 93.8W              | -۰٫۸۵۱۸ | ۱٫۰۳۸۶ | ۲۴۲        | ۲ دقیقه و ۴۴ ثانیه      |      |
| ۱۱۸   | ۱۲  | ۲۰ سپتامبر ۱۰۰۱            | ۰:۱۹:۰۸                           | کامل   | 46.1S 144.9E             | -۰٫۸۱۱۱ | ۱٫۰۳۸۸ | ۲۱۸        | ۲ دقیقه و ۴۳ ثانیه      |      |
| ۱۱۸   | ۱۳  | ۱ اکتبر ۱۰۱۹               | ۸:۳۴:۲۰                           | کامل   | 47.8S 20.9E              | -۰٫۷۷۸۱ | ۱٫۰۳۸۶ | ۲۰۲        | ۲ دقیقه و ۴۰ ثانیه      |      |
| ۱۱۸   | ۱۴  | ۱۱ اکتبر ۱۰۳۷              | ۱۶:۵۷:۲۳                          | کامل   | 50.3S 104.8W             | -۰٫۷۵۱۲ | ۱٫۰۳۸۲ | ۱۹۱        | ۲ دقیقه و ۳۶ ثانیه      |      |
| ۱۱۸   | ۱۵  | ۲۳ اکتبر ۱۰۵۵              | ۱:۲۷:۴۷                           | کامل   | 53.4S 128.1E             | -۰٫۷۳۰۱ | ۱٫۰۳۷۷ | ۱۸۳        | ۲ دقیقه و ۳۲ ثانیه      |      |
| ۱۱۸   | ۱۶  | ۲ نوامبر ۱۰۷۳              | ۱۰:۰۵:۱۳                          | کامل   | 56.8S 0.1E               | -۰٫۷۱۴۸ | ۱٫۰۳۷۳ | ۱۷۸        | ۲ دقیقه و ۲۹ ثانیه      |      |
| ۱۱۸   | ۱۷  | ۱۳ نوامبر ۱۰۹۱             | ۱۸:۴۸:۵۷                          | کامل   | 60.3S 128.2W             | -۰٫۷۰۴۷ | ۱٫۰۳۷۱ | ۱۷۵        | ۲ دقیقه و ۲۶ ثانیه      |      |
| ۱۱۸   | ۱۸  | ۲۴ نوامبر ۱۱۰۹             | ۳:۳۶:۱۲                           | کامل   | 63.5S 104.6E             | -۰٫۶۹۷۴ | ۱٫۰۳۷۲ | ۱۷۵        | ۲ دقیقه و ۲۶ ثانیه      |      |
| ۱۱۸   | ۱۹  | ۵ دسامبر ۱۱۲۷              | ۱۲:۲۷:۰۸                          | کامل   | 65.9S 21.2W              | -۰٫۶۹۳  | ۱٫۰۳۷۷ | ۱۷۶        | ۲ دقیقه و ۲۸ ثانیه      |      |
| ۱۱۸   | ۲۰  | ۱۵ دسامبر ۱۱۴۵             | ۲۱:۱۸:۴۶                          | کامل   | 67S 145W                 | -۰٫۶۸۹۲ | ۱٫۰۳۸۷ | ۱۸۰        | ۲ دقیقه و ۳۲ ثانیه      |      |
| ۱۱۸   | ۲۱  | ۲۷ دسامبر ۱۱۶۳             | ۶:۱۱:۲۷                           | کامل   | 66.6S 91.5E              | -۰٫۶۸۶  | ۱٫۰۴   | ۱۸۵        | ۲ دقیقه و ۳۸ ثانیه      |      |
| ۱۱۸   | ۲۲  | ۶ ژانویه ۱۱۸۲              | ۱۵:۰۰:۳۲                          | کامل   | 64.4S 32.7W              | -۰٫۶۸۰۲ | ۱٫۰۴۱۹ | ۱۹۲        | ۲ دقیقه و ۴۸ ثانیه      |      |
| ۱۱۸   | ۲۳  | ۱۷ ژانویه ۱۲۰۰             | ۲۳:۴۸:۲۹                          | کامل   | 61S 159.1W               | -۰٫۶۷۳۱ | ۱٫۰۴۴۳ | ۲۰۰        | ۳ دقیقه و ۱ ثانیه       |      |
| ۱۱۸   | ۲۴  | ۲۸ ژانویه ۱۲۱۸             | ۸:۳۰:۱۷                           | کامل   | 56.5S 73.1E              | -۰٫۶۶۱۳ | ۱٫۰۴۷  | ۲۰۹        | ۳ دقیقه و ۱۷ ثانیه      |      |
| ۱۱۸   | ۲۵  | ۸ فوریه ۱۲۳۶               | ۱۷:۰۷:۲۸                          | کامل   | 51.3S 55.5W              | -۰٫۶۴۵۴ | ۱٫۰۵۰۱ | ۲۱۷        | ۳ دقیقه و ۳۶ ثانیه      |      |
| ۱۱۸   | ۲۶  | ۱۹ فوریه ۱۲۵۴              | ۱:۳۶:۱۸                           | کامل   | 45.4S 176.3E             | -۰٫۶۲۲۷ | ۱٫۰۵۳۴ | ۲۲۵        | ۳ دقیقه و ۵۹ ثانیه      |      |
| ۱۱۸   | ۲۷  | ۱ مارس ۱۲۷۲                | ۹:۵۹:۳۲                           | کامل   | 39.2S 48.6E              | -۰٫۵۹۵۴ | ۱٫۰۵۶۹ | ۲۳۲        | ۴ دقیقه و ۲۴ ثانیه      |      |
| ۱۱۸   | ۲۸  | ۱۲ مارس ۱۲۹۰               | ۱۸:۱۳:۵۹                          | کامل   | 32.7S 77.6W              | -۰٫۵۶۱۱ | ۱٫۰۶۰۴ | ۲۳۸        | ۴ دقیقه و ۵۲ ثانیه      |      |
| ۱۱۸   | ۲۹  | ۲۳ مارس ۱۳۰۸               | ۲:۲۱:۰۰                           | کامل   | 25.9S 157.8E             | -۰٫۵۲۰۵ | ۱٫۰۶۳۸ | ۲۴۳        | ۵ دقیقه و ۲۱ ثانیه      |      |
| ۱۱۸   | ۳۰  | ۳ آوریل ۱۳۲۶               | ۱۰:۱۹:۳۸                          | کامل   | 19S 35.3E                | -۰٫۴۷۳۱ | ۱٫۰۶۶۸ | ۲۴۶        | ۵ دقیقه و ۴۹ ثانیه      |      |
| ۱۱۸   | ۳۱  | ۱۳ آوریل ۱۳۴۴              | ۱۸:۱۱:۳۶                          | کامل   | 12S 85.4W                | -۰٫۴۲   | ۱٫۰۶۹۵ | ۲۴۹        | ۶ دقیقه و ۱۵ ثانیه      |      |
| ۱۱۸   | ۳۲  | ۲۵ آوریل ۱۳۶۲              | ۱:۵۶:۱۶                           | کامل   | 5.2S 155.9E              | -۰٫۳۶۱۱ | ۱٫۰۷۱۷ | ۲۴۹        | ۶ دقیقه و ۳۷ ثانیه      |      |
| ۱۱۸   | ۳۳  | ۵ مه ۱۳۸۰                  | ۹:۳۴:۵۸                           | کامل   | 1.5N 39.2E               | -۰٫۲۹۷۳ | ۱٫۰۷۳۲ | ۲۴۹        | ۶ دقیقه و ۵۲ ثانیه      |      |
| ۱۱۸   | ۳۴  | ۱۶ مه ۱۳۹۸                 | ۱۷:۰۸:۴۱                          | کامل   | 7.7N 75.7W               | -۰٫۲۲۹۴ | ۱٫۰۷۴۱ | ۲۴۷        | ۶ دقیقه و ۵۹ ثانیه      |      |
| ۱۱۸   | ۳۵  | ۲۷ مه ۱۴۱۶                 | ۰:۳۸:۴۸                           | کامل   | 13.5N 171E               | -۰٫۱۵۸۴ | ۱٫۰۷۴۲ | ۲۴۴        | ۶ دقیقه و ۵۶ ثانیه      |      |
| ۱۱۸   | ۳۶  | ۷ ژوئن ۱۴۳۴                | ۸:۰۵:۲۰                           | کامل   | 18.7N 59.3E              | -۰٫۰۸۴۷ | ۱٫۰۷۳۵ | ۲۳۹        | ۶ دقیقه و ۴۵ ثانیه      |      |
| ۱۱۸   | ۳۷  | ۱۷ ژوئن ۱۴۵۲               | ۱۵:۳۰:۴۲                          | کامل   | 23N 51.3W                | -۰٫۰۱۰۲ | ۱٫۰۷۱۹ | ۲۳۴        | ۶ دقیقه و ۲۶ ثانیه      |      |
| ۱۱۸   | ۳۸  | ۲۸ ژوئن ۱۴۷۰               | ۲۲:۵۴:۵۶                          | کامل   | 26.4N 161W               | ۰٫۰۶۵   | ۱٫۰۶۹۵ | ۲۲۷        | ۶ دقیقه و ۲ ثانیه       |      |
| ۱۱۸   | ۳۹  | ۹ ژوئیه ۱۴۸۸               | ۶:۲۰:۵۱                           | کامل   | 28.9N 89.5E              | ۰٫۱۳۸۴  | ۱٫۰۶۶۳ | ۲۱۹        | ۵ دقیقه و ۳۶ ثانیه      |      |
| ۱۱۸   | ۴۰  | ۲۰ ژوئیه ۱۵۰۶              | ۱۳:۴۶:۵۸                          | کامل   | 30.4N 19.8W              | ۰٫۲۱۱۲  | ۱٫۰۶۲۳ | ۲۰۹        | ۵ دقیقه و ۸ ثانیه       |      |
| ۱۱۸   | ۴۱  | ۳۰ ژوئیه ۱۵۲۴              | ۲۱:۱۷:۳۹                          | کامل   | 30.8N 130.2W             | ۰٫۲۷۹۷  | ۱٫۰۵۷۷ | ۱۹۸        | ۴ دقیقه و ۴۰ ثانیه      |      |
| ۱۱۸   | ۴۲  | ۱۱ اوت ۱۵۴۲                | ۴:۵۱:۰۶                           | کامل   | 30.6N 118.6E             | ۰٫۳۴۵۴  | ۱٫۰۵۲۵ | ۱۸۴        | ۴ دقیقه و ۱۲ ثانیه      |      |
| ۱۱۸   | ۴۳  | ۲۱ اوت ۱۵۶۰                | ۱۲:۳۰:۵۵                          | کامل   | 29.7N 5.3E               | ۰٫۴۰۵   | ۱٫۰۴۶۹ | ۱۷۰        | ۳ دقیقه و ۴۵ ثانیه      |      |
| ۱۱۸   | ۴۴  | ۱ سپتامبر ۱۵۷۸             | ۲۰:۱۵:۰۸                          | کامل   | 28.4N 109.6W             | ۰٫۴۶۰۲  | ۱٫۰۴۰۸ | ۱۵۲        | ۳ دقیقه و ۱۷ ثانیه      |      |
| ۱۱۸   | ۴۵  | ۲۲ سپتامبر ۱۵۹۶            | ۴:۰۷:۰۳                           | کامل   | 26.8N 133E               | ۰٫۵۰۸۵  | ۱٫۰۳۴۶ | ۱۳۴        | ۲ دقیقه و ۵۰ ثانیه      |      |
| ۱۱۸   | ۴۶  | ۳ اکتبر ۱۶۱۴               | ۱۲:۰۴:۵۱                          | کامل   | 25.2N 13.5E              | ۰٫۵۵۱۱  | ۱٫۰۲۸۲ | ۱۱۳        | ۲ دقیقه و ۲۲ ثانیه      |      |
| ۱۱۸   | ۴۷  | ۱۳ اکتبر ۱۶۳۲              | ۲۰:۰۹:۳۹                          | کامل   | 23.7N 108.2W             | ۰٫۵۸۷۳  | ۱٫۰۲۲  | ۹۱         | ۱ دقیقه و ۵۵ ثانیه      |      |
| ۱۱۸   | ۴۸  | ۲۵ اکتبر ۱۶۵۰              | ۴:۲۱:۲۵                           | کامل   | 22.3N 127.9E             | ۰٫۶۱۷   | ۱٫۰۱۵۹ | ۶۸         | ۱ دقیقه و ۲۶ ثانیه      |      |
| ۱۱۸   | ۴۹  | ۴ نوامبر ۱۶۶۸              | ۱۲:۴۰:۰۵                          | مرکب   | 21.1N 1.8E               | ۰٫۶۴۰۱  | ۱٫۰۱۰۲ | ۴۵         | ۰ دقیقه و ۵۷ ثانیه      |      |
| ۱۱۸   | ۵۰  | ۱۵ نوامبر ۱۶۸۶             | ۲۱:۰۵:۰۰                          | مرکب   | 20.2N 126W               | ۰٫۶۵۷۸  | ۱٫۰۰۴۸ | ۲۲         | ۰ دقیقه و ۲۸ ثانیه      |      |
| ۱۱۸   | ۵۱  | ۲۷ نوامبر ۱۷۰۴             | ۵:۳۳:۵۲                           | حلقه‌ای | 19.7N 104.9E             | ۰٫۶۷۱۶  | ۰٫۹۹۹۹ | ۱          | ۰ دقیقه و ۱ ثانیه       |      |
| ۱۱۸   | ۵۲  | ۸ دسامبر ۱۷۲۲              | ۱۴:۰۷:۳۵                          | حلقه‌ای | 19.5N 25.4W              | ۰٫۶۸۰۸  | ۰٫۹۹۵۵ | ۲۱         | ۰ دقیقه و ۲۸ ثانیه      |      |
| ۱۱۸   | ۵۳  | ۱۸ دسامبر ۱۷۴۰             | ۲۲:۴۳:۱۷                          | حلقه‌ای | 19.9N 156.4W             | ۰٫۶۸۷۶  | ۰٫۹۹۱۷ | ۴۰         | ۰ دقیقه و ۵۳ ثانیه      |      |
| ۱۱۸   | ۵۴  | ۳۰ دسامبر ۱۷۵۸             | ۷:۲۰:۱۲                           | حلقه‌ای | 20.8N 72.2E              | ۰٫۶۹۲۹  | ۰٫۹۸۸۵ | ۵۶         | ۱ دقیقه و ۱۵ ثانیه      |      |
| ۱۱۸   | ۵۵  | ۹ ژانویه ۱۷۷۷              | ۱۵:۵۵:۳۵                          | حلقه‌ای | 22.4N 58.9W              | ۰٫۶۹۸۸  | ۰٫۹۸۵۹ | ۷۰         | ۱ دقیقه و ۳۲ ثانیه      |      |
| ۱۱۸   | ۵۶  | ۲۱ ژانویه ۱۷۹۵             | ۰:۲۹:۱۳                           | حلقه‌ای | 24.8N 170.3E             | ۰٫۷۰۵۵  | ۰٫۹۸۳۷ | ۸۱         | ۱ دقیقه و ۴۴ ثانیه      |      |
| ۱۱۸   | ۵۷  | ۱ فوریه ۱۸۱۳               | ۸:۵۸:۲۷                           | حلقه‌ای | 27.9N 40.4E              | ۰٫۷۱۵۲  | ۰٫۹۸۲  | ۹۱         | ۱ دقیقه و ۵۳ ثانیه      |      |
| ۱۱۸   | ۵۸  | ۱۲ فوریه ۱۸۳۱              | ۱۷:۲۱:۴۵                          | حلقه‌ای | 31.9N 88.3W              | ۰٫۷۲۸۸  | ۰٫۹۸۰۷ | ۱۰۰        | ۱ دقیقه و ۵۷ ثانیه      |      |
| ۱۱۸   | ۵۹  | ۲۳ فوریه ۱۸۴۹              | ۱:۳۸:۰۹                           | حلقه‌ای | 36.7N 144.3E             | ۰٫۷۴۷۵  | ۰٫۹۷۹۶ | ۱۰۸        | ۱ دقیقه و ۵۸ ثانیه      |      |
| ۱۱۸   | ۶۰  | ۶ مارس ۱۸۶۷                | ۹:۴۶:۴۸                           | حلقه‌ای | 42.3N 18.4E              | ۰٫۷۷۱۶  | ۰٫۹۷۸۷ | ۱۱۸        | ۱ دقیقه و ۵۷ ثانیه      |      |
| ۱۱۸   | ۶۱  | ۱۶ مارس ۱۸۸۵               | ۱۷:۴۵:۴۳                          | حلقه‌ای | 48.9N 106.1W             | ۰٫۸۰۳   | ۰٫۹۷۷۸ | ۱۳۲        | ۱ دقیقه و ۵۵ ثانیه      |      |
| ۱۱۸   | ۶۲  | خورشیدگرفتگی ۲۹ مارس ۱۹۰۳  | ۱:۳۵:۲۳                           | حلقه‌ای | 56.2N 130.3E             | ۰٫۸۴۱۳  | ۰٫۹۷۶۷ | ۱۵۳        | ۱ دقیقه و ۵۳ ثانیه      |      |
| ۱۱۸   | ۶۳  | خورشیدگرفتگی ۸ آوریل ۱۹۲۱  | ۹:۱۵:۰۱                           | حلقه‌ای | 64.5N 5.6E               | ۰٫۸۸۶۹  | ۰٫۹۷۵۳ | ۱۹۲        | ۱ دقیقه و ۵۰ ثانیه      |      |
| ۱۱۸   | ۶۴  | خورشیدگرفتگی ۱۹ آوریل ۱۹۳۹ | ۱۶:۴۵:۵۳                          | حلقه‌ای | 73.1N 129.1W             | ۰٫۹۳۸۸  | ۰٫۹۷۳۱ | ۲۸۵        | ۱ دقیقه و ۴۹ ثانیه      |      |
| ۱۱۸   | ۶۵  | خورشیدگرفتگی ۳۰ آوریل ۱۹۵۷ | ۰:۰۵:۲۸                           | حلقه‌ای | 70.6N 40.3E              | 0.9992  | 0.9799 | -          | -                       |      |
| ۱۱۸   | ۶۶  | خورشیدگرفتگی ۱۱ مه ۱۹۷۵    | ۷:۱۷:۳۳                           | جزئی   | 69.7N 80.2W              | 1.0647  | 0.8636 |            |                         |      |
| ۱۱۸   | ۶۷  | خورشیدگرفتگی ۲۱ مه ۱۹۹۳    | ۱۴:۲۰:۱۵                          | جزئی   | 68.8N 162.3E             | 1.1372  | 0.7352 |            |                         |      |
| ۱۱۸   | ۶۸  | خورشیدگرفتگی ۱۱ خرداد ۱۳۹۰ | ۲۱:۱۷:۱۸                          | جزئی   | 67.8N 46.8E              | 1.213   | 0.601  |            |                         |      |
| ۱۱۸   | ۶۹  | خورشیدگرفتگی ۱۲ ژوئن ۲۰۲۹  | ۴:۰۶:۱۳                           | جزئی   | 66.8N 66.2W              | 1.2943  | 0.4576 |            |                         |      |
| ۱۱۸   | ۷۰  | خورشیدگرفتگی ۲۳ ژوئن ۲۰۴۷  | ۱۰:۵۲:۳۱                          | جزئی   | 65.8N 178W               | 1.3766  | 0.3129 |            |                         |      |
| ۱۱۸   | ۷۱  | خورشیدگرفتگی ۳ ژوئیه ۲۰۶۵  | ۱۷:۳۳:۵۲                          | جزئی   | 64.8N 71.9E              | 1.4619  | 0.1638 |            |                         |      |
| ۱۱۸   | ۷۲  | خورشیدگرفتگی ۱۵ ژوئیه ۲۰۸۳ | ۰:۱۴:۲۳                           | جزئی   | 64N 37.7W                | 1.5465  | 0.0168 |            |                         |      |